# أليكسي كازميشف
أليكسي فيكتارافيتش كوزميتشيوف (بالروسية: Алексей Викторович Кузьмичёв) (مواليد 15 أكتوبر 1962 في كيروف، روسيا)، هو رجل أعمال روسي. وهو أحد المؤسسين لمجموعة ليتر ون في الوقت الراهن، فضلا عن كونه أحد أعضاء مجلس الإدارة للمجموعة، وهو يشغل مناصب مختلفة في مجموعة "ألفا" بما في ذلك كونه أحد أعضاء مجلس الإشراف على المجموعة. كازميشف متخرج من معهد موسكو للفولاذ والسبائك، وهو واحد من مؤسسي ومراقبي أصحاب تكتل الاستثمار، لفريق ألفا. كازميشف يملك وبشكل غير مباشر نحو 10 في المائة من شركة فمبليكوم سادس أكبر مشغل للهاتف المحمول في العالم؛ و 18 في المائة من ألفا بنك، بروسيا عن كثب عقد أكبر ؛ و 11 في المائة من فريق البيع بالتجزئة X5 .وفي مارس 2013، قام ببيع مصلحته في مشروع الطاقة تي إن كي-بي بي ل تديرها الدولة من أجل شراء شركة روسنفت للنفط ب 2.5 مليار دولار.ومجلة فوربس صنفت كازميشف ضمن العضو ال 138 الأغنى في العالم (2013) مع ثروة تقدر ب 8.8 مليار دولار. ووفقا ً ل«بلومبيرغ ويلد» ف كازميشف هو أغنى 148 شخص على الصعيد العالمي. كازميشف متزوج من الروسية سفيتلانا كازميشف، مؤسسة ومديرة مشروع الأبدية .و لديهم ابن واحد.